# Italia en los Juegos Paralímpicos de Salt Lake City 2002
Italia estuvo representada en los Juegos Paralímpicos de Salt Lake City 2002 por trece deportistas, doce hombres y una mujer.

## Medallistas
El equipo paralímpico italiano obtuvo las siguientes medallas:
| Nombre                | Deporte        | Evento                              |
| --------------------- | -------------- | ----------------------------------- |
| Oro                   |                |                                     |
| Fabrizio Zardini      | Esquí alpino   | Supergigante LW11 masculino         |
| Roland Ruepp          | Esquí de fondo | 5 km silla de esquí LW11 masculino  |
| Roland Ruepp          | Esquí de fondo | 10 km silla de esquí LW11 masculino |
| Plata                 |                |                                     |
| Christian Lanthaler   | Esquí alpino   | Descenso LW2 masculino              |
| Christian Lanthaler   | Esquí alpino   | Supergigante LW2 masculino          |
| Gianmaria Dal Maistro | Esquí alpino   | Eslalon gigante B3 masculino        |
| Bronce                |                |                                     |
| Roland Ruepp          | Biatlón        | 7,5 km silla de esquí masculino     |
| Fabrizio Zardini      | Esquí alpino   | Descenso LW11 masculino             |
| Florian Planker       | Esquí alpino   | Supergigante LW2 masculino          |